# Chất ức chế monoamin oxidase
Chất ức chế enzyme monoamine oxidase (tên gốc: Monoamine oxidase inhibitor hay MAOIs) là nhóm chất có khả năng ức hoạt động của enzyme monoamine oxidase. MAOIs là từng là thuốc kê đơn thế hệ đầu tiên trong điều trị bệnh trầm cảm. MAOIs đặc biệt hiệu quả trong điều trị bệnh trầm cảm không điển hình. MAOIs cũng được sử dụng điều trị bệnh Parkinson và một số rối loạn khác. Nhưng do tiềm ẩn sự tương tác nguy hiểm gây tử vong đối với gần như hầu hết mọi loại thức ăn và nhiều loại thuốc. Nên hiện nay MAOIs đã được thay thế bằng các nhóm thuốc điều trị trầm cảm mới khác có ít tác dụng phụ nguy hiểm hơn. 
Do tương tác có hại với thức ăn và các loại thuốc khác, vì thế nhóm ức chế monoamine oxidase chỉ được dự trữ cho pháp đồ điều trị cuối cùng, khi các nhóm thuốc chống trầm cảm khác (nhóm ức chế tái hấp thu chọn lọc serotonin và nhóm chống trầm cảm ba vòng) thất bại trong điều trị. Một nghiên cứu mới về MAOIs chỉ ra rằng có liên quan đến tác dụng phụ nguy hiểm trong chế độ ăn uống do sự nhầm lẫn về nhận thức và thông tin, Mặc dù đã có bằng chứng về hiệu quả của nhóm thuốc này, nhưng chúng vẫn sử dụng không phù hợp và có nhiều hiểu nhầm trong điều trị.
Nghiên cứu cũng giải đáp về tính xác thực thông tin tương tác thuốc nguy hiểm cho bệnh nhân khi sử dụng chung thuốc với một số thức ăn.

## Chỉ định
Thuốc MAOIs thế hệ mới như là selegiline (sử dụng điều trị bệnh Parkinson) và thuốc ức chế MAO thuận nghịch moclobemide an toàn hơn, và hiện nay thường được sử dụng trong đầu tiên trong pháp đồ điều trị.
MAOIs có hiệu quả trong điều trị hoảng loạn với Chứng sợ không gian rộng, ám ảnh xã hội.
MAOIs cũng được sử dụng trong điều trị bệnh Parkinson đặc biệt tác dụng trên loại MAO-B (do đó có tác dụng tế bào thần kinh dopamin), còn được sử dụng thay thế cho migraine prophylaxis. Các chất ức chế cả MAO-A và MAO-B được sử dụng điều trị trầm cảm và chứng lo lắng.

## Cơ chế tác động
MAOIs ức chế hoạt động enzyme monoamine oxidase, Do đó ngăn chặn phân hủy nên tăng cường hoạt động của chất dẫn truyền thần kinh monoamine. Có hai loại isoform của monoamine oxidase, MAO-A and MAO-B. MAO-A ưu tiên de amin serotonin, melatonin, epinephrine, và norepinephrine. MAO-B ưu tiên de amin phenylethylamine và trace amine. Đối với Dopamine bị de amin ngang bằng giữa hai loại.

### Thuận nghịch
Những nhóm MAOIs ức chế enzyme monoamine oxidase không thuận nghịch. Chúng phản ứng với enzyme monoamine oxidase, bằng các thấm vào enzyme và bất hoạt chúng. Kết quả là các enzyme sẽ mất chức năng cho đến khi được cơ thể sản xuất thay thế, khoảng 2 tuần. Một vài nhóm MAOIs thế hệ mới, đặc biệt moclobemide,có thể ức chế enzyme monoamine oxidase thuận nghịch. Điều này có nghĩa là chúng có khả năng tách khỏi enzyme một cách dễ dàng thông qua quá trình dị hóacatabolism của chất gốc substrate. Mức độ ức chế phụ thuộc vào sự điều chỉnh nồng độ giữa chất gốc và MAOI.

### Chọn lọc
Bên cạnh tính thuận nghịch, MAOIs còn chọn lọc với MAO receptor. Nhiều MAOIs ức chế cả MAO-A and MAO-B, một số MAOIs khác chỉ tập trung ức chế một trong hai.
Chất ức chế MAO-A giảm sự phân hủy serotonin, norepinephrine, và dopamine. Chất ức chế chọn lọc MAO-A cho phép tyramine chuyển hóa thông qua MAO-B. MAOIs có thể tác động lên serotonin nếu kết hợp với yếu tố cường serotonin khác, gây ra tác dụng phụ chết người được gọi là hội chứng serotonin hoặc kết hợp với chất ức chế không thuận nghịch, không chọn lọc (như MAOIs thế hệ cũ), tăng huyết áp cấp liên quan MAO có thể xảy ra khi sử dụng thức ăn giàu tyramine với các MAOIs thế hệ cũ. Tyramine cũng làm phân hủy MAO-A và MAO-B, Do đó ức chế hoạt động này có thể dẫn đến tích lũy quá mức, vì vậy chế độ ăn bệnh nhân phải được theo dõi lượng tyramine.
Chất ức chế MAO-B giảm sự phân hủy chính của dopamine và phenethylamine. Vì vậy không cần theo dõi chặt chẽ chế độ ăn uống. MAO-B cũng chuyển hóa tyramine. Như có sự khác biệt giữa dopamine, phenethylamine, và tyramine là có hai nhóm phenylhydroxyl ở carbon 3 và 4. Nhóm 4-OH sẽ không gây cản trở không gian đến MAO-B trên tyramine.

## Nguy cơ
Trong ăn uống, MAOIs ức chế quá trình dị hóa của thức ăn giàu amines. Khi sử dụng thức ăn giàu tyramine (còn gọi là "hiệu ứng pho mát"), có thể gây ra tăng huyết áp cấp. Nếu sử dụng thức ăn giàu tryptophan có thể gây ra hội chứng serotonin. Lượng thức ăn cần thiết để gây ra tương tác này có sựu khác biệt rất lớn ở mỗi cá nhân và còn tùy thuộc vào mức độ ức chế, liều dùng và khả năng chọn lọc.
Cơ chế chính xác để tyramine gây ra tăng huyết áp chưa được làm rõ, Nhưng có thể là do tyramine chiếm chỗ norepinephrine ở các chất mang dữ trữ. Điều này làm tăng quá mức lượng norepinephrine có thể gây ra tăng huyết áp cấp. Một số giả thuyết khác cho rằng sự sản xuất và tích lũy catecholamines gây ra tăng huyết áp cấp
Tyrosine, không phải là tyramine,  là tiền chất của catecholamines. Tyramine phân hủy sản phẩm của tyrosine. Trong ruột xảy ra quá trình lên men, tyrosine, một amino acid, bị De carboxy chuyển thành tyramine. Trong trường hợp bình thường, tyramine bị de amin ở gan tạo thành chất chuyển hóa không có hoạt tính, Nhưng khi các MAO ở gan (chuyển yếu là MAO-A) bị ức chế, "Hiệu ứng chuyển hóa lần đầu" chuyển hóa tyramine bị khóa và lượng tyramine trong hệ tuần hoàn có thể tăng. Nồng độ tyramine cao cạnh tranh với tyrosine vận chuyển qua hàng rào máu não(thông qua chất vận chuyển amino acid vòng thơm) ở adrenergic nerve terminals. Trong tế bào chất, tyramine sẽ bị chuyển hóa thông qua vesicular monoamine transporter (VMAT) trong túi synaptic, do đó sẽ chiếm chỗ norepinephrine. Norepinephrine từ nơi dữ trữ chuyển ra ngoài khu vực ngoại bào qua đó có thể gây nên tăng huyết áp cấp. tăng huyết áp cấp thường gây ra trụy tim và loạn nhịp tim nếu không được điều trị. Thông thường, nguy cơ này không xảy ra khi sử dụng thuốc ức chế monoamine oxidase A thuận nghịch. Tất cả các thuốc nhóm MAOi đều gây ra sốt, buồn nôn, và rối loạn tâm thần nếu sử dụng chung với thức ăn giàu levodopa.
Một số thức ăn và đồ uống có chứa lượng tyramine cao như gan, chất lên men như là đồ uống có cồn hoặc là pho mát. (See a List of foods containing tyramine). Một số thức ăn giàu levodopa như là Đậu răng ngựa. Việc theo dõi chế độ ăn là không cần thiết khi sử dụng thuốc ức chế MAO-B, trừ khi sử dụng liều cao.
Ban đầu MAOIs được giới thiệu, những nguy cơ trên không được biết đến, và trong hơn bốn thập kỉ, hơn 100 người chết đo tăng huyết áp cấp. Do tác dụng phụ nguy hiểm và đôt ngột này, MAOIs được xem là thuốc nguy hiểm, Vì vậy chúng bị cấm sử dụng hoàn toàn ở Mỹ trong một thòi gian. Tuy nhiên, hiện nay chúng được sử dụng dưới sự theo dõi  chặt chẽ của các bác sĩ tâm thần, Nhóm thuốc này có thể điều trị thay thế trong cấp cứu và lâu dài.
Nguy cơ chú ý nhất liên quan đến việc sử dụng MAOIs khả năng tương tác với thuốc OTC và thuốc kê đơn (e.g., St. John's Wort). Vì thế cần thiết phải có bác sĩ giám sát khi sử dung chung với các thuốc khác tránh tương tác. Vì lý do này, Nhiều bệnh nhân sử dụng thẻ MAOI-card, Để nhân viên cấp cứu có thể sử dụng các thuốc có tương tác với MAOIs. 
The risk of the interaction of MAOI medications with other drugs or certain foods is particularly dangerous because those on the medication who would have to restrict their diets often are depressed patients who "don't care if they live or die."
MAOIs không nên phối hợp với các thuốc tâm thần khác (thuốc chống trầm cảm, thuốc giảm đau, các chất kích thích, cả hợp pháp hoặc bất hợp pháp) ngoại trừ có sự tư vấn của chuyên gia.  Một số kết hợp có thể gây ra các tương tác gây chết người, ví dụ phổ biến bao gồm SSRIs, thuốc chống trầm cảm ba vòngs, MDMA, meperidine, tramadol, và dextromethorphan. Những chất như epinephrine, norepinephrine, hoặc dopamine phải được sử dụng ở liều thấp hơn do có thể kéo dài tác dụng.

### Thu hồi
thuốc chống trầm cảm bao gồm MAOIs gây ra hiện tượng lệ thuộc thuốc, Đáng chú ý nhất là hội chứng ngưng dùng SSRI, có thể đặc biệt nghiêm trọng khi đột ngột ngưng hoặc ngưng quá nhanh nhóm thuốc MAOIs. Tuy nhiên, hiện tượng khả năng lệ thuộc thuốc  của MAOIs và thuốc chống trầm cảm nói chung thì không nguy hiểm như benzodiazepines. Những triệu chứng này có thể được điều trị bằng cách giảm dần dần liều lượng trong vài tuần, vài tháng hoặc vài năm đến mức nhỏ nhất.
MAOIs, cũng giống như thuốc trầm cảm khác, không chữa hoàn toàn được rối loạn, vì vậy khi ngưng sử dụng bệnh nhân trở về với tình trạng bệnh như trước khi điều trị.
Việc chuyển đổi ở bệnh nhân giữa hai loại thuốc chống trầm cảm MAOI và SSRI, Bởi vì phải hoàn toàn ngưng sử dụng một loại trước khi bắt đầu sử dụng thuốc kia. Nếu một thuốc giảm dần dần liều lượng, trong vài tuần thì bệnh nhân sẽ chán nản lo âu vì không được điều trị trầm cảm mà không được sử dụng thuốc hỗ trợ trong suốt khoảng thời gian đào thải thuốc. Việc này có thể làm giảm đến mức tối thiểu tương tác giữa hai loại thuốc, nhưng sẽ không dễ dàng đối với bệnh nhân.

### Tương tác
Nhóm MAOIs nổi tiếng với số lượng thuốc có thể tương tác, bao gồm những nhóm thuốc sau:
- Những chất chuyển hóa nhờ enzyme monoamine oxidase.
- Những chất gia tăng hoạt tính serotonin, norepinephrine, hoặc dopamine.